# Moena
Moena (ladinisch Moéna, deutsch veraltet Moyen) ist eine italienische Gemeinde (comune) mit 2580 Einwohnern (Stand 31. Dezember 2023) am Avisio im Trentino, Region Trentino-Südtirol. Sie gehört zur Talgemeinschaft Comun General de Fascia und zur seit dem 12. Jahrhundert bestehenden Talgemeinde Fleims.

## Geographie
Moena liegt etwa 53 km nordnordöstlich von Trient im Fassatal am Avisio auf 1148 m s.l.m. in einem Talkessel an der Einmündung des zum Passo San Pellegrino 1918 m führenden Val San Pellegrino. Die Gemeinde ist von mehreren Dolomitengruppen umgeben, im Osten von der Marmolata- im Südwesten von der Latemar- und im Nordwesten von der Rosengartengruppe sowie im Südosten vom Bocchekamm. Nachbargemeinden sind Predazzo, Primiero San Martino di Castrozza, San Giovanni di Fassa und Soraga di Fassa sowie die Südtiroler Gemeinde Welschnofen und die Belluneser Gemeinde Falcade.

## Geschichte
Die erste Erwähnung des Dorfes geht auf das Jahr 1164 zurück und bezieht sich auf die Weihe der Kirche San Vigilio durch den Fürstbischof von Trient Adelpreto. Die Überlieferung, wonach Moena vor diesem Datum zum Bistum Brixen gehörte, wird von den Quellen nicht bestätigt.
Seit ca. 1318 gehört die Moena zur Talgemeinde Fleims. Nach der Säkularisierung 1805 gehörte die Gemeinde bis 1810 zum Königreich Bayern und nach dem Tiroler Volksaufstand unter Andreas Hofer zum napoleonischen Königreich Italien bis zum Wiener Kongress, der ganz Tirol wieder dem Kaisertum Österreich zuordnete.
Während des Ersten Weltkriegs war die Front am Passo San Pellegrino Schauplatz blutiger Kämpfe zwischen der österreichisch-ungarischen und der italienischen Armee, insbesondere in der Gegend von Costabella und Cima Bocche. Nach der Besetzung durch italienische Truppen im November 1918 wurde die Gemeinde Moena formell Italien angegliedert.

## Verwaltungsgliederung
Es gibt sechs Fraktionen Forno, Medil, Penia, San Pellegrino, Someda und Sorte.

## Sehenswürdigkeiten
In der dem Heiligen San Vigilio geweihten Kirche des Ortes, die einen gotischen Glockenturm besitzt, finden sich mehrere Werke des Malers Valentino Rovisi (1715–1783), einem Schüler Tiepolos, der aus Moena stammt. Direkt daneben befindet sich die Kapelle San Volfango mit Fresken aus dem 15. Jahrhundert und einer Holzdecke aus dem Barock, eine Arbeit des Moenesers Giovanni Guadagnini aus dem 17. Jahrhundert.
Einmal im Jahr findet das Festival La Turchia statt. Die nach türkischer Tradition lebende Dorfbevölkerung feiert ein Ereignis, das auf das Jahr 1683 zurückdatiert wird. Ein osmanischer Janitschare wurde bei der Zweiten Wiener Türkenbelagerung verwundet und landete in Moena. Er veränderte damals das Leben des Dorfes und wurde zu einem Helden. In der Ortsmitte steht außerdem die Statue dieses Janitscharen, der sich in eine Italienerin aus dem Dorf verliebt hat und mit ihr eine Familie gründete.

## Wirtschaft
Seit Anfang des 20. Jahrhunderts hat sich der Ort von einer landwirtschaftlichen Prägung zu einem Tourismusziel gewandelt, was hauptsächlich auf die malerische Umgebung des Ortes und die wachsende Zahl von Skipisten zurückzuführen ist. Nach Moena benannt ist der Puzzone di Moena, ein Käse mit geschützter Ursprungsbezeichnung, der unter anderem in der Genossenschaftskäserei in Moena hergestellt wird.

## Verkehr
Moena ist Mitglied der Alpine Pearls, die sich für umweltfreundliche Mobilität im Alpenraum einsetzen.

## Sport
Der Ort wurde berühmt durch ein jährlich im Januar dort startendes Langlaufskirennen (Marcialonga) und durch eine im Sommer stattfindende sehr große Mountainbike-Marathonveranstaltung (Rampilonga).

## Persönlichkeiten
- Valentino Rovisi (1715–1783), Barockmaler
- Francesco Facchini (1788–1852), Botaniker
- Cirillo Dell’Antonio (1876–1971), Bildhauer
- Ezio Damolin (1944–2022), Skispringer und Nordischer Kombinierer
- Renzo Chiocchetti (1945–2020), Skilangläufer
- Cristian Zorzi (* 1972), Langläufer
- Cristian Deville (* 1981), Skirennläufer
- Caterina Ganz (* 1995), Skilangläuferin

## Abbildungen

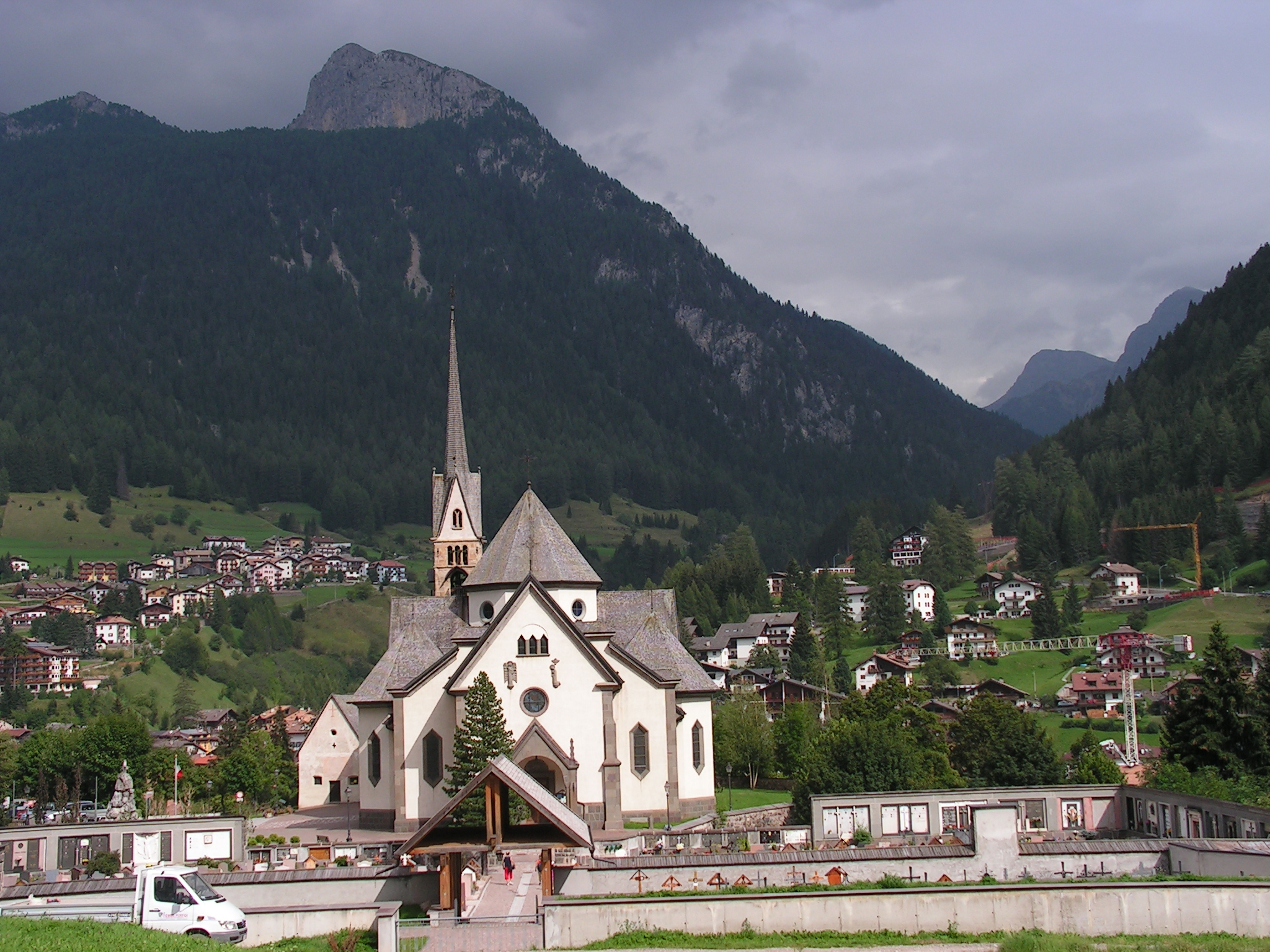
Pfarrkirche San Vigilio (16. Jh.) mit dem San Pellegrino-Tal im Hintergrund
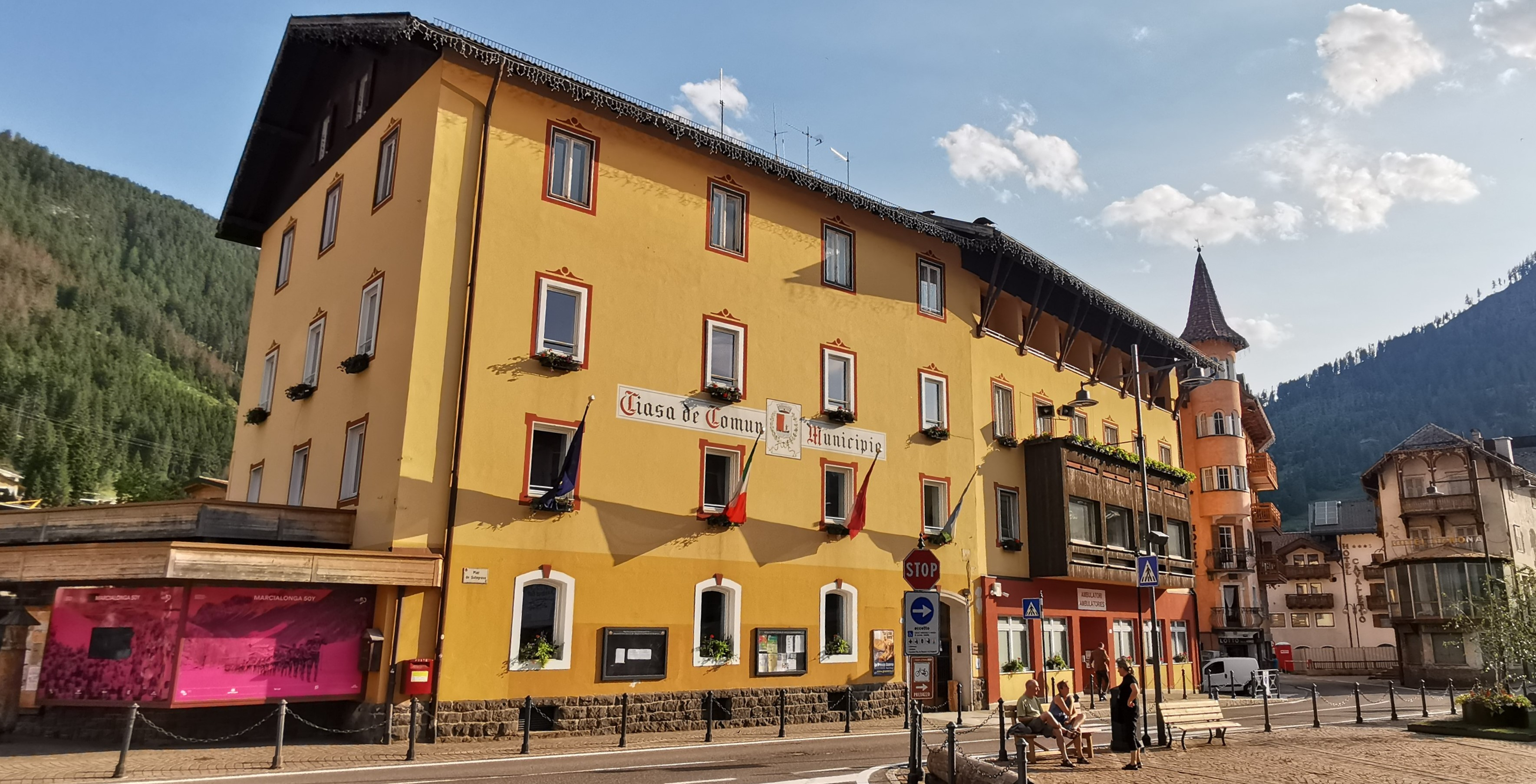
Rathaus
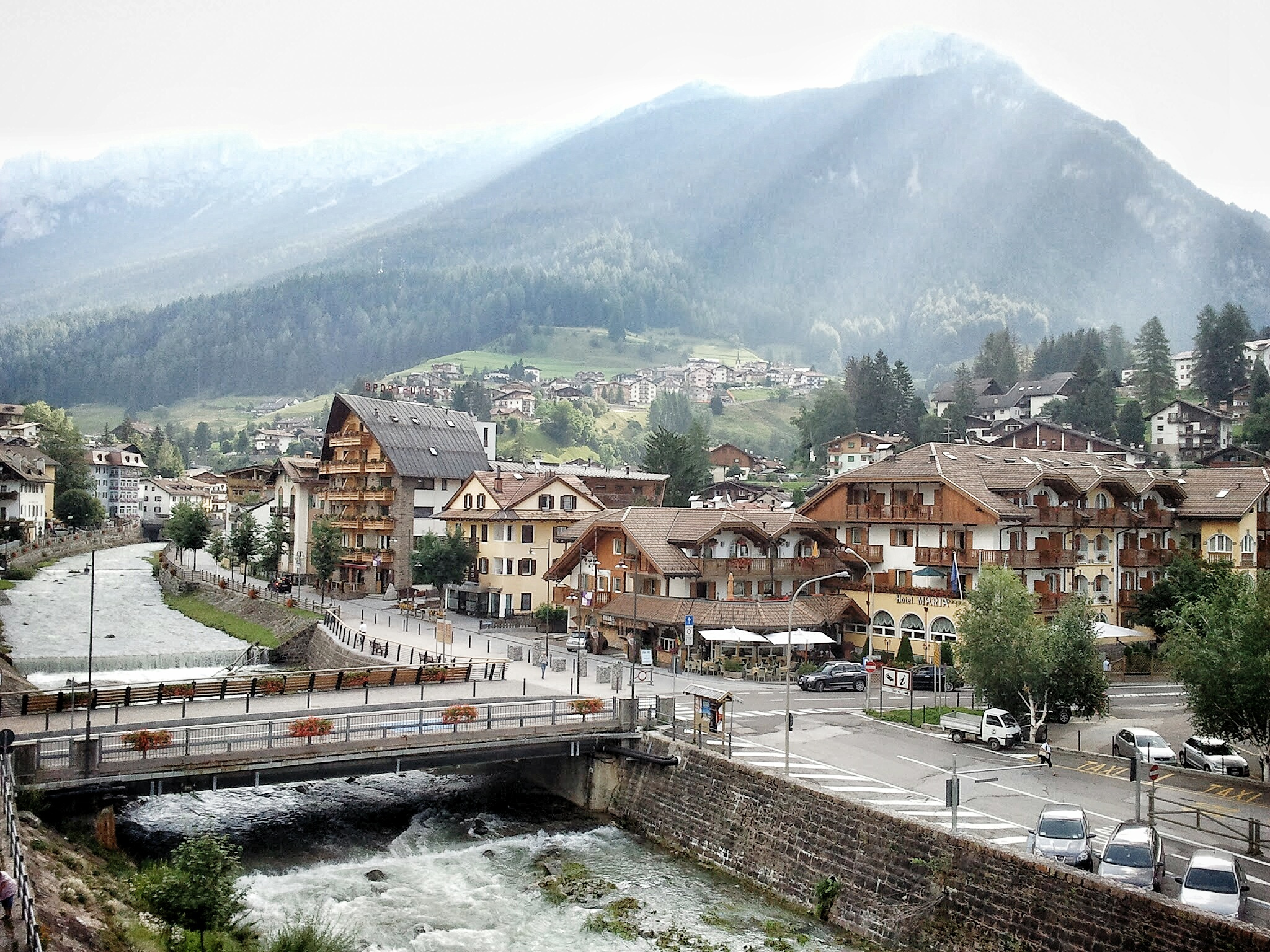
Avisio in Moena
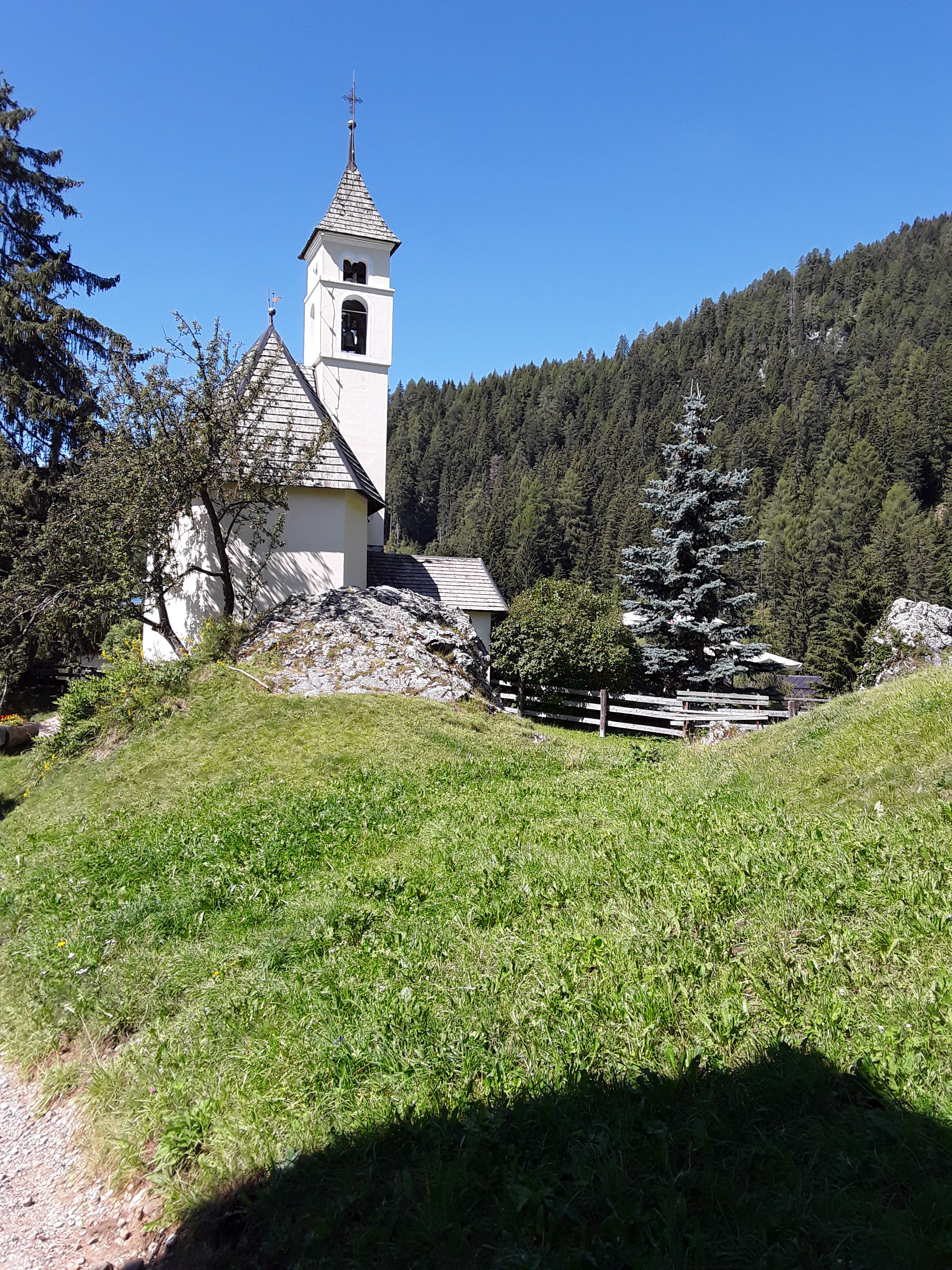
San Giovanni Nepomuceno in Penià (18. Jh.)
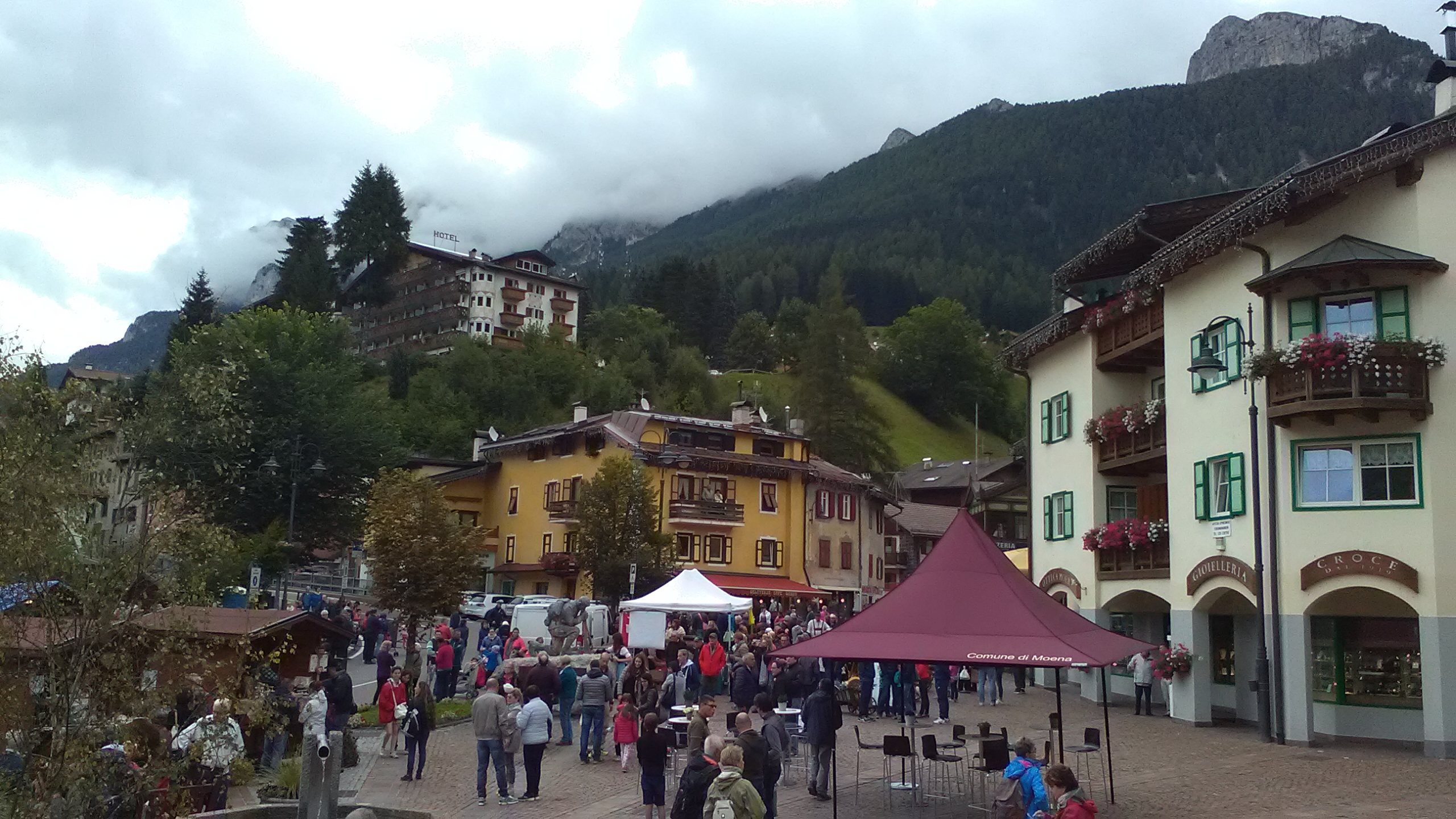
Piazza de Ramon
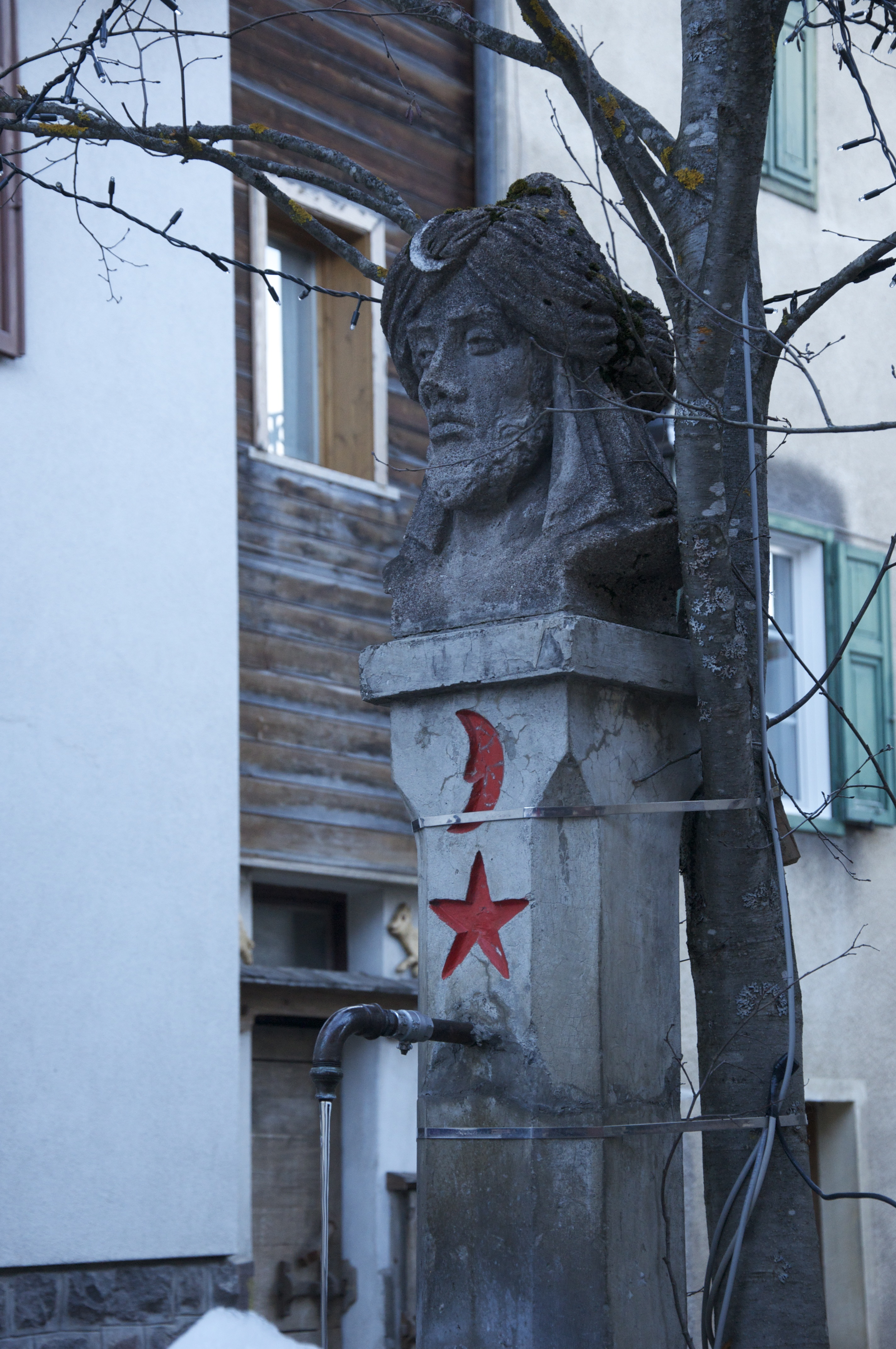
Brunnen im Ortsteil Turchia
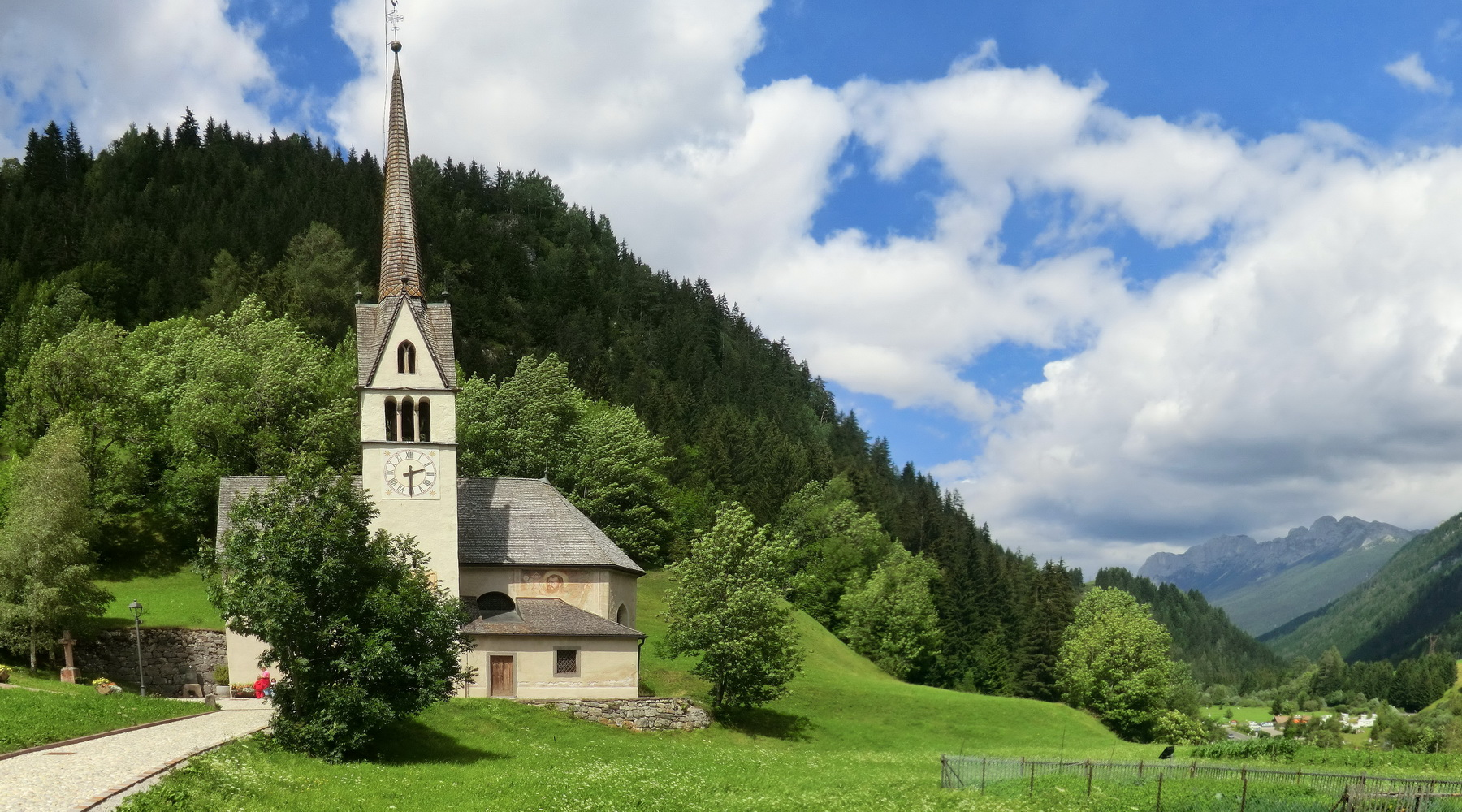
San Lazzaro in Forno (16. Jh.)
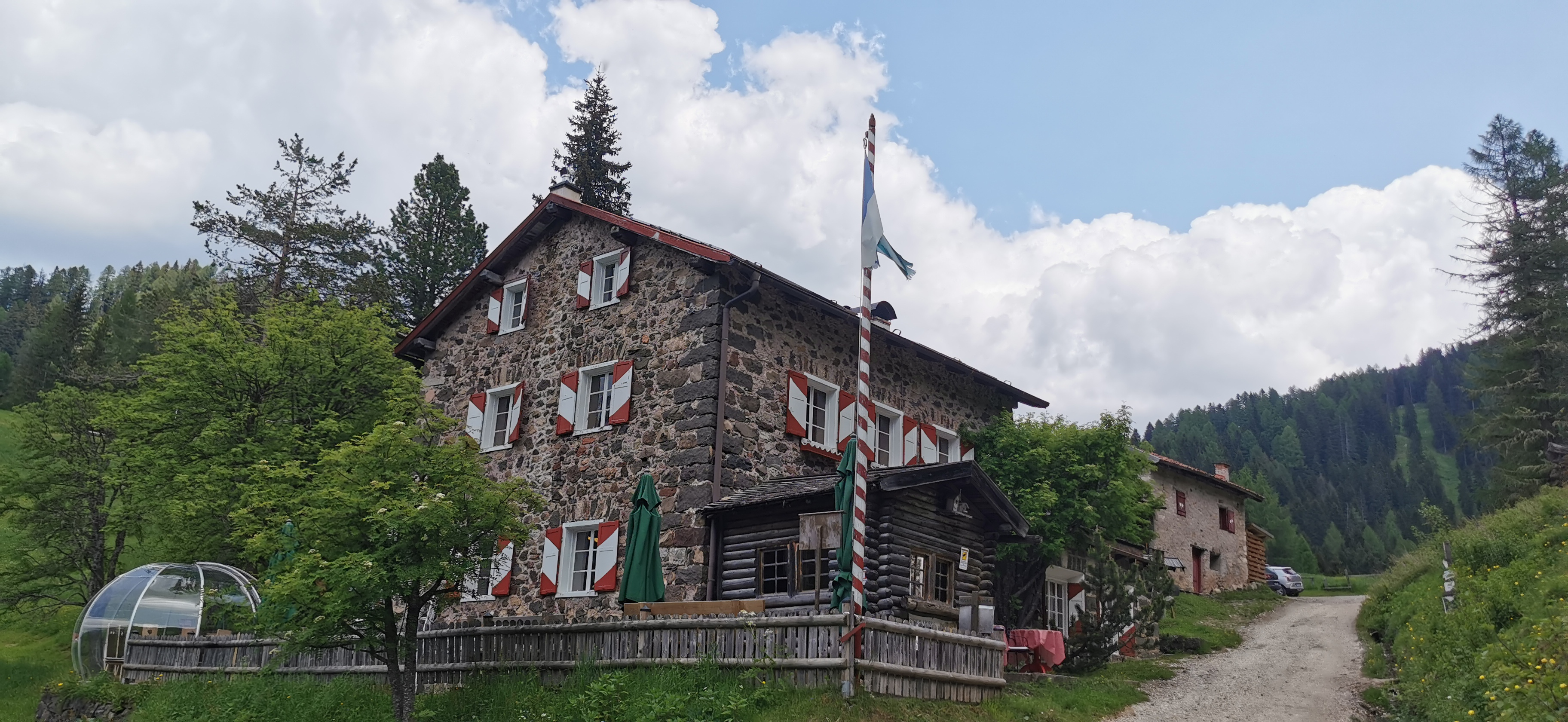
Loc. Larezila: Rifugio La Rezila (La Cune)